# Quartetto per archi (Debussy)
Il Quartetto d'archi in Sol minore (L.85/CD.91/Opus 10) è una composizione di Claude Debussy scritta fra il 1892 e il 1893 quando il musicista aveva 31 anni. È l'unico quartetto d'archi di Debussy e l'unica sua composizione che porta sulla partitura il numero d'opera.

## Storia
Nel 1892 Debussy stava continuando a scrivere, senza convinzione, l'opera Rodrigue et Chimène e, dopo aver composto i primi tre atti senza tuttavia terminare la composizione, l'abbandonò nel 1893. Aveva già pianificato di scrivere due quartetti per archi, di cui solo uno fu realizzato. L'opera fu composta fra l'estate del 1892 e la fine di febbraio 1893. Il quartetto doveva essere dedicato al compositore Ernest Chausson di cui era diventato amico e che frequentava abitualmente; le riserve personali di Chausson e l'incrinarsi dell'amicizia alla fine modificarono le intenzioni originali del musicista.
Il quartetto fu presentato per la prima volta il 29 dicembre 1893 dal Quartetto Ysaÿe alla Société Nationale de Musique di Parigi con reazioni contrastanti.

## Struttura e analisi
Il lavoro si articola in quattro movimenti:
1. Animé et très décidé (Sol maggiore)
2. Assez vif et bien rythmé (Fa diesis maggiore)
3. Andantino, doucement expressif (Sol maggiore)
4. Très modéré, Très mouvementé et avec passion

La sua sensualità e gli impressionanti cambiamenti di tonalità sono emblematici per l'epoca mentre, con la sua struttura ciclica, costituisce una rottura definitiva con le regole dell'armonia classica e indica una nuova strada da percorrere. Dopo la sua prima, il compositore Guy Ropartz descrisse il quartetto come "dominato dall'influenza della giovane Russia" (la sostenitrice di Debussy nei primi anni del 1880 era stata Nadezhda von Meck, meglio conosciuta per il suo sostegno a Ciajkovskij); ci sono temi poetici, sonorità rare, i primi due movimenti sono veramente notevoli.
Debussy scrisse che "tutti i suoni in qualsiasi combinazione e in qualsiasi successione sono d'ora in poi liberi di essere usati in una continuità musicale". Pierre Boulez affermò che Debussy ha liberato la musica da camera dalla "struttura rigorosa, retorica congelata e da una rigida estetica".
Anche Maurice Ravel, compositore spesso vicino a Debussy per l'ispirazione impressionista, scrisse un unico quartetto d'archi, un pezzo che è modellato su quello di Debussy.